# Billy Gunn
Monty 'Kip' Sopp (11 de noviembre de 1963) es un luchador profesional estadounidense más conocido por sus nombres artísticos "Bad Ass" Billy Gunn, Kip James, Mr. Ass y Cute Kip quien actualmente trabaja para All Elite Wrestling (AEW) como productor. Sopp ha trabajado en varias empresas, destacando la World Wrestling Federaton/Entertainment (WWF/E) desde 1993 hasta 2004 y en la Total Nonstop Action Wrestling (TNA) desde 2005 hasta 2009. Desde 2012, Sopp trabajó como entrenador del territorio de desarrollo de la WWE, NXT Wrestling, esto hasta su despido en 2015. Sopp es conocido por haber formado parte de varios equipos de lucha libre profesional, destacando The New Age Outlaws/The James Gang/Voodoo Kin Mafia con Brian Gerard James (Road Dogg/BG James), The Smokin' Gunns con Bart Gunn, Billy & Chuck con Chuck Palumbo y del stable D-Generation X. Actualmente es el Campeón Mundial de Tríos de AEW en su primer reinado.
Entre sus logros, destacan diez reinados como Campeón Mundial en Parejas de la WWE y un reinado como Campeón en Parejas de WWE. También ha sido una vez Campeón Intercontinental, dos veces Campeón Hardcore y una vez Campeón Mundial de Tríos de AEW. Además, fue el ganador de la edición de 1999 del King of the Ring.

## Carrera

### World Wrestling Federation / Entertainment (1993-2004)

#### 1993-1996
Sopp debutó en la World Wrestling Federation (WWF) bajo el nombre de Billy Gunn, haciendo pareja con su hermano (Kayfabe), Bart Gunn, siendo conocidos como The Smokin' Gunns. El 15 de enero de 1995 en RAW ganaron los Campeonatos Mundiales en Pareja de la WWF al derrotar a Bob Holly & The 1-2-3 Kid. Retuvieron los títulos hasta WrestleMania XI, donde fueron derrotados por Owen Hart & Yokozuna. Sin embargo, ganaron de nuevo los títulos el 25 de septiembre de 1995 tras derrotar a Hart & Yokozuma.
Sin embargo, el 15 de febrero de 1996 tuvieron que dejar vacante el título por una cirugía a la que Sopp se sometió. Después de que Billy regresara, los Gunns ganaron de nuevo el título en parejas en In Your House 8: Beware of Dog al derrotar a The Godwinns. Además, después de la pelea, Sunny, la mánager de The Godwinns pasó a ser la mánager de los Gunns. Sunny y Sopp empezaron entonces una relación amorosa (Kayfabe). El 22 de septiembre, los Gunns perdieron los títulos ante Owen Hart & The British Bulldog. Tras esto, Sunny dejó a los Gunns por los campeones, diciendo que solo estaría con los poseedores del título. A causa de esto, Billy atacó a Bart, cambiando a heel y disolviéndose The Smokin' Gunns.

#### 1997-1998

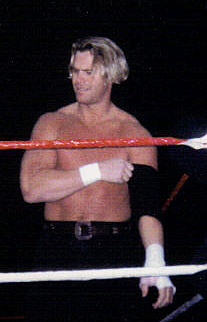
Sopp como parte de The Smokin' Gunns en 1996.

Después de un breve feudo con Bart Gunn, Billy cambió de gimmick, siendo conocido como Rockabilly, el protegido de The Honky Tonk Man. Durante esta época, tuvo un feudo con "The Real Double J" Jesse James, que terminó en Shotgun Saturday Night, donde Gunn atacó a su mentor con una guitarra y se unió a James, adoptando los dos los apodos de "The Road Dogg" Jesse James y "Badd Ass" Billy Gunn, siendo conocidos como The New Age Outlaws. La pareja, influenciada con el espíritu de la Attitude Era, fueron vulgares, rebeldes y ególatras. El 24 de noviembre derrotaron a The Legion Of Doom, ganando el Campeonato en Parejas de la WWF. Tuvieron la revancha contra Legion of Doom en In Your House: D-Generation X, donde Gunn & James retuvieron el título.
The Outlaws empezaron a aliarse con el equipo D-Generation X a principios de 1998, interfiriendo en Royal Rumble en un Casket match entre Shawn Michaels y The Undertaker, ayudando al líder de DX y Campeón de la WWF Shawn Michaels a retener el campeonato. Tras esto, empezaron un feudo con Cactus Jack y Chainsaw Charlie, peleando en No Way Out Of Texas junto a Triple H & Savio Vega (sustituto de Shawn Michaels, quien se había lesionado) para enfrenatrse a Chainsaw Charlie, Cactus Jack, Owen Hart & Steve Austin, siendo derrotados los primeros. Su feudo culminó WrestleMania XIV, donde Jack & Charlie les derrotaron y ganaron el Campeonato en Parejas. Sin embargo, la siguiente noche, en Raw, The New Age Outlaws ganaron de nuevo el Campeonato en Parejas de la WWF al derrotar a Jack & Charlie en una Steel Cage Match gracias a la interferencia de Triple H, Chyna y X-Pac. Tras la pelea, ambos se volvieron miembros oficiales de D-Generation X (DX).
Tras unirse a DX, the Outlaws empezaron un feudo con Legion Of Doom 2000, perdiendo por descalificación en Mayhem in Manchester, por lo que retuvieron los títulos y derrotándoles en Unforgiven, reteniendo los títulos. A pesar de esto, DX empezó un feudo con Owen Hart y su equipo, The Nation, siendo DX (Triple H, Billy Gunn & Road Dogg) derrotada en Over The Edge por The Nation (Owen Hart, Kama Mustafa & D'Lo Brown). The Outlaws retuvieron con éxito los títulos ante The New Midnight Express (Bombastic Bob & Bodacious Bart) en King of the Ring.
Después de esto, The Outlaws empezaron un feudo con Kane & Mankind, quienes les derrotaron y ganaron el título en Parejas el 13 de julio de 1998, pero lo recuperaron en SummerSlam al derrotar a Mankind, ya que Kane no se presentó en el evento. Tras esto, ayudaron a X-Pac en su feudo con Jeff Jarrett y Southern Justice. En diciembre, perdieron los títulos ante The Big Boss Man & Ken Shamrock.

#### 1999-2000

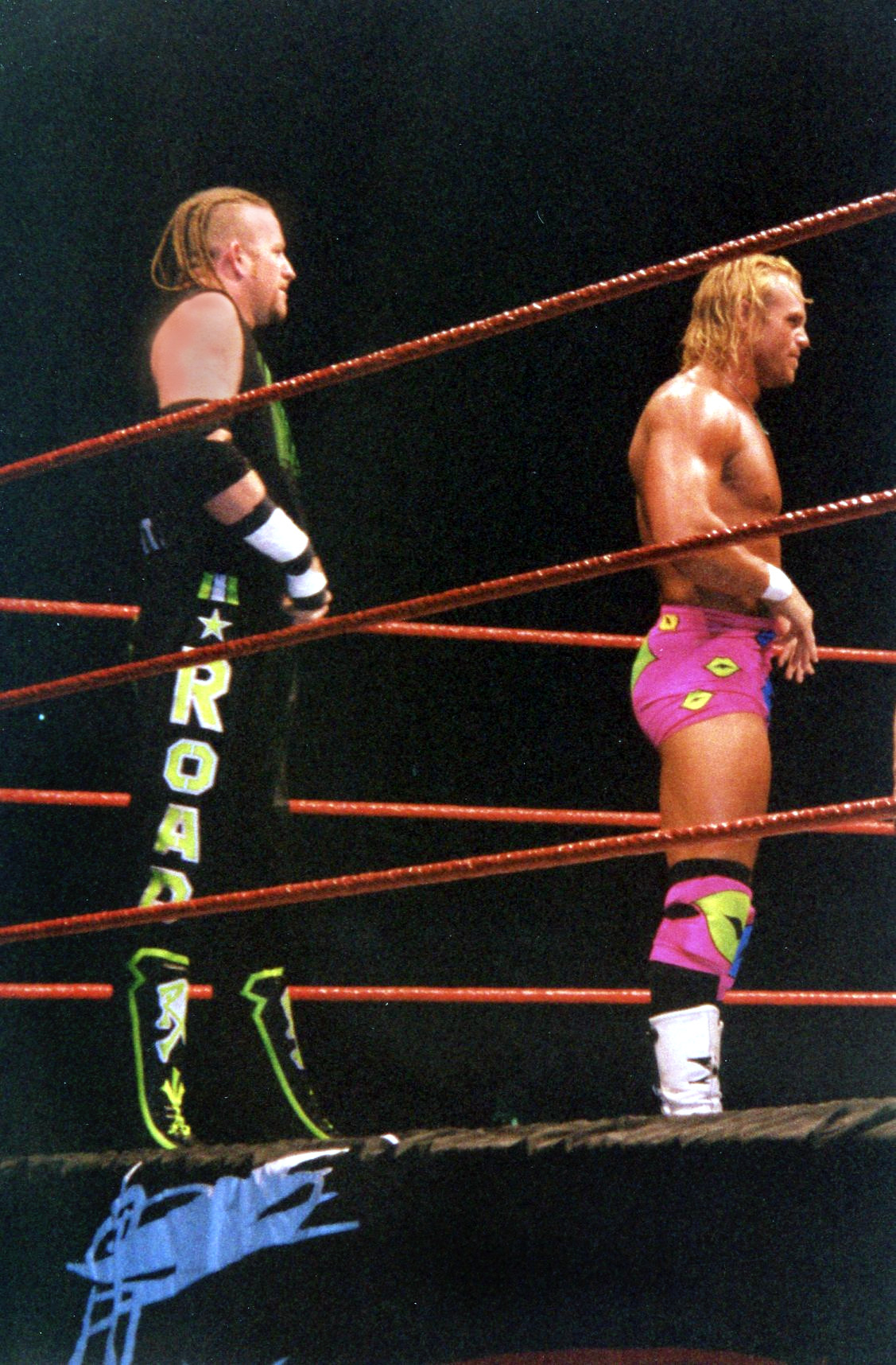
The New Age Outlaws: Road Dogg (izquierda) y Billy Gunn (derecha)

A principios de 1999, The Outlaws empezaron a pelear por separado, centrándose Sopp en el Campeonato Intercontinental de la WWF, enfrentándose en Royal Rumble al campeón Ken Shamrock, pero perdió. Al siguiente mes, en St. Valentine's Day Massacre, Gunn fue el árbitro en la lucha entre el campeón Intercontinental Ken Shamrock y Val Venis, ayudando Sopp a Venis al hacer una cuenta de 3 más rápida de lo normal, pero atacó a ambos después de la lucha.

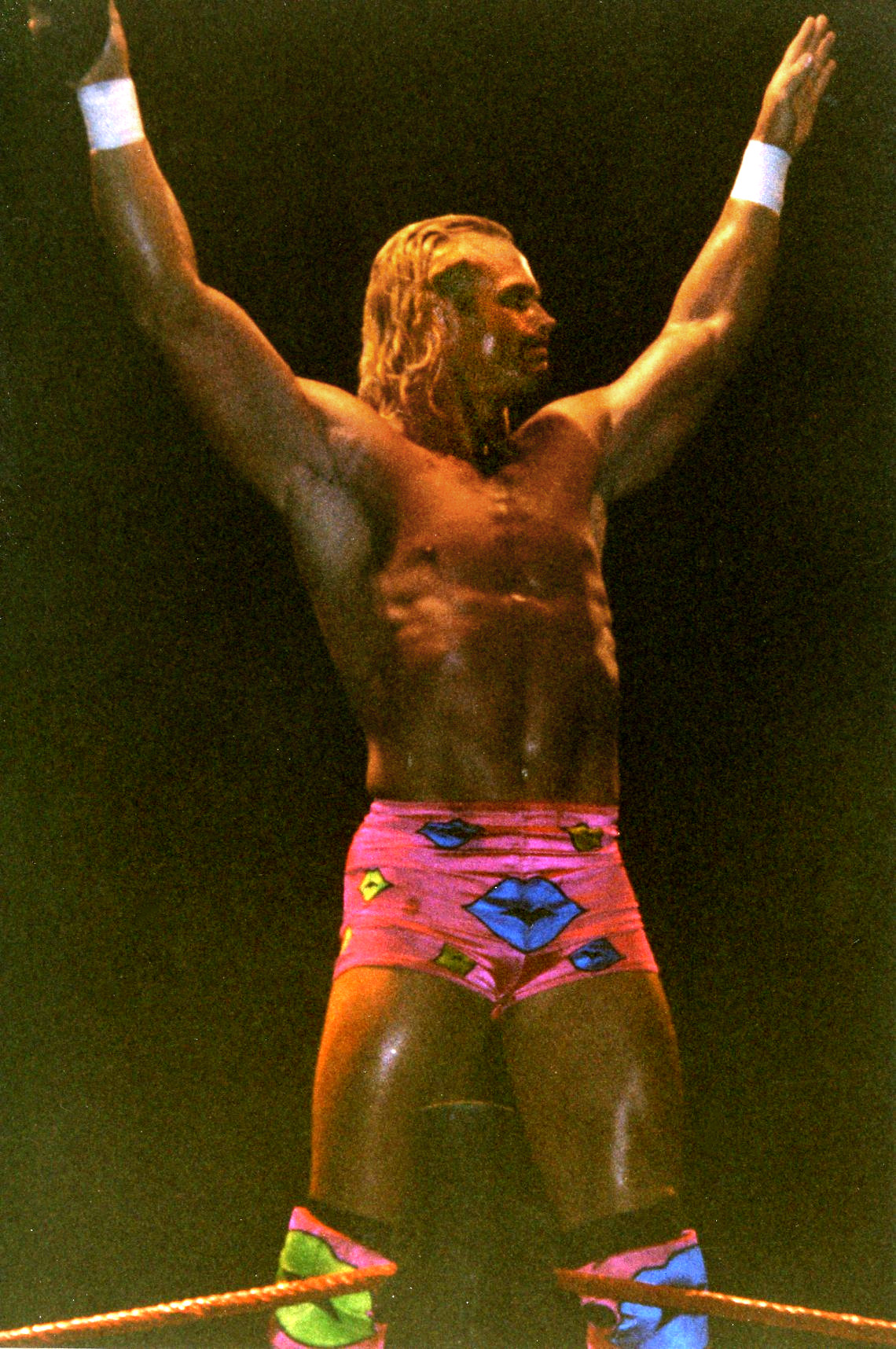
Gunn en un evento de la WWF.

En marzo, Sopp ganó el Campeonato Hardcore de la WWF al derrotar a Hardcore Holly, pero lo perdió en WrestleMania XV ante el mismo en una lucha donde también participó Al Snow. The New Age Outlaws volvieron a reunirse para derrotar a Jeff Jarrett & Owen Hart en Backlash. En el evento, Sopp dejó D-Generation X, aliándose con Triple H y Chyna y se cambió el nombre a Mr. Ass. Por esto, empezó un feudo con Road Dogg que les llevaría a pelear en Over the Edge, donde ganó Sopp. Tras esto, participó en el torneo del King of the Ring, derrotando a Ken Shamrock en los cuartos de final, a Kane en la semifinal y a X-Pac en la final, ganando el torneo. Después de King of the Ring, Sopp, Triple H y Chyna empezaron un feudo con los miembros de DX X-Pac y Road Dogg acerca de los derechos del nombre de D-Generation X, culminando en Fully Loaded en una lucha donde X-Pac & Road Dogg derrotaron a Mr. Ass & Chyna. Luego empezó un feudo con The Rock, siendo derrotado por él en SummerSlam en un Kiss My Ass Match.
Sopp tuvo un breve feudo con Jeff Jarrett, intentando capturar sin éxito su Campeonato Intercontinental. Luego se volvió a unir a Road Dogg, ganando su cuarto Campeonato en Parejas de la WWF al derrotar a The Rock 'n' Sock Connection (The Rock & Mankind) el 21 de septiembre de 1999, pero lo perdieron el 12 de octubre ante ellos. Después de enfrentarse a parejas como Edge & Christian, Hardcore & Crash Holly y The Acolytes, se volvieron a unir a X-Pac y Triple H, formando de nuevo D-Generation X. El grupo tuvo feudos con luchadores como Steve Austin, The Rock, Kane, Mankind, Shane McMahon y Vince McMahon. Durante este período, The Outlaws derrotaron el 8 de noviembre de 1999 a Mankind & Al Snow, ganando su quinto Campeonato en Parejas. Lo retuvieron con éxito en 2000 Royal Rumble ante The Acolytes después de una interferencia de X-Pac, pero lo perdieron ante The Dudley Boyz en No Way Out. Durante su lucha, Sopp sufrió una torcedura en el Manguito rotador, por lo que tuvo que estar unos meses de baja. Durante este período, fue expulsado de D-Generation X por perder los títulos.
Regresó en octubre de 2000, aliándose con Chyna y empezando un feudo con Right to Censor, ya que querían censurar su Gimmick de Mr. Ass, siendo Chyna & Mr. Ass derrotados en No Mercy ante los miembros de Right to Censor Steven Richards & Val Venis. Como consecuencia de su derrota, Sopp no pudo usar más el gimmick de Mr. Ass (Kayfabe), por lo que se cambió el nombre a Billy G. y, unas semanas después, se lo volvió a cambiar a "The One" Billy Gunn. Sopp empezó un feudo con The Radicalz, especialmente con Eddie Guerrero. En Survivor Series, The Radicalz (Eddie Guerrero, Chris Benoit, Dean Malenko & Perry Saturn) derrotaron a D-Generation X (Billy Gunn, Road Dogg, Chyna & K-Kwik). A pesar de esto, Sopp derrotó en SmackDown! a Guerrero, ganando el Campeonato Intercontinental de la WWF. Poco después lo perdió ante Chris Benoit en Armageddon.

#### 2001-2002
Después de un breve feudo con Benoit, Sopp interfirió en una lucha por el Campeonato Hardcore en No Way Out, cubriendo a Raven y ganando el título por segunda vez gracias a la 7/24 Rule. Sin embargo, pocos minutos después, Raven le cubrió y lo recuperó. Sopp compitió en la División Hardcore hasta junio, cuando se volvió heel y empezó un feudo con el King of the Ring de 2001 Edge. Tras el feudo, volvió a ser face e hizo pareja con The Big Show, siendo llamados "The Show Gunns". En InVasion, The Show Gunns & Albert perdieron ante Shawn Stasiak, Hugh Morrus & Chris Kanyon. The Show Gunns se disolvieron poco después y Sopp se involucró en el feudo de The Alliance, peleando contra midcarters.
En una pelea en Sunday Night Heat, Sopp fue derrotado por Chuck Palumbo, quien había dejado The Alliance para unirse a la WWF. Después de la pelea, Sopp le propuso hacer una pareja, a lo que Palumbo accedió de inmediato, siendo conocidos como Billy & Chuck, peleando en la división por Parejas. En un principio, ambos eran face, pero luego empezaron una relación homosexual, por lo que cambiaron a heel. En febrero de 2002, derrotaron a Spike Dudley & Tazz, ganando el Campeonato Mundial en Parejas de la WWF. Después de la lucha, Billy & Chuck hicieron de Rico su Estilista Personal. Después retuvieron los títulos ante The APA, The Dudley Boyz y The Hardy Boyz en WrestleMania X8 y ante Al Snow & Maven en Backlash. Luego empezaron un feudo con Rikishi. En Judgment Day, Rikishi & Rico (Rico era la pareja misteriosa elegida por Mr. McMahon) derrotaron a Billy & Chuck, ganando los títulos en parejas después de que Rico golpeara accidentalmente a Chuck con una roundhouse kick. Dos semanas después recuperaron los campeonatos, reteniéndolos durante un mes, hasta que los perdieron ante Edge & Hulk Hogan.
Ese verano, después de que Sopp perdiera una pelea ante Rey Mysterio, Chuck le propuso ser su "compañero para toda la vida" y le dio un anillo de compromiso, a lo que Sopp aceptó. El 12 de septiembre de 2002 en SmackDown!, Billy y Chuck celebraron su boda. Sin embargo, poco después admitieron ser solo amigos y que todo eso era una "payasada publicitaria". El cura que les casó en realidad era Eric Bischoff, quien llevaba una peluca calva, quien ordenó a 3-Minute Warning atacar a Billy & Chuck. Rico, furioso de que Billy & Chuck cambiaran sus gimmick, se alió con Three Minute Warning y se fue a Raw, cambiando Billy y Chuck a faces. En Unforgiven, Three Minute Warning derrotaron a Billy & Chuck. Su última pelea juntos fue en SmackDown! el 3 de octubre de 2002, durante la primera ronda del torneo por el recién creado Campeonato en Parejas de la WWE, siendo derrotados por Ron Simmons & Reverend D-Von. Tras esto, Sopp se tomó unos meses de baja a causa de una lesión en el hombro, por lo que la pareja se disolvió.

#### 2003-2004
Sopp regresó en verano de 2003, usando de nuevo su gimmick de "Mr. Ass" y pidiendo a Torrie Wilson que fuera su mánager, a lo que ella aceptó. Sopp empezó un feudo con Jamie Noble por ligar con Torrie, enfrentándose ambos en una pelea en Vengeance, la cual ganó Noble y, debido a la estipulación, tuvo una cita con Torrie. En SmackDown!, Sopp atacó a Noble en un hotel antes de que tuviera un trío con Wilson y Nidia. A pesar de esto, Sopp y Noble pelearon en equipo hasta que Sopp se lesionó de nuevo en el hombro.
Hizo su regreso en Royal Rumble, pero fue eliminado por Goldberg. También tuvo una oportunidad por el Campeonato de la WWE en No Way Out contra el entonces campeón Brock Lesnar en una Battle Royal en SmackDown, pero fue eliminado por el ganador de la lucha Eddie Guerrero. Después empezó a luchar en WWE Velocity hasta que hizo una pareja con Hardcore Holly, enfrentándose en Judgment Day contra Charlie Haas & Rico por su Campeonato en Parejas de la WWE, pero fueron derrotados. Sopp también tuvo un breve feudo con Kenzo Suzuki hasta que fue despedido el 1 de noviembre de 2004. En junio de 2005, dio una entrevista en la cual criticó duramente a la WWE y a los sucesos que ocasionaron su despido, dirigiendo duros comentarios contra Triple H, diciendo que era él el que "dirigía los eventos".

### Total Nonstop Action Wrestling (2005-2009)

#### 2005

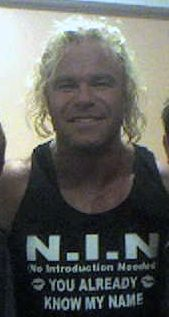
Sopp debutó en la TNA como The Outlaw, más tarde llamado Kip James.

El 13 de febrero de 2005, Sopp debutó en la Total Nonstop Action Wrestling sin un nombre, ya que Billy Gunn es propiedad de la WWE, en el PPV Against All Odds, ayudando a Jeff Jarrett a retener el Campeonato Mundial Peso Pesado de la NWA en una pelea ante Kevin Nash. Sopp usó entonces el nombre de The New Age Outlaw y se unió a Jarrett y Monty Brown, formando un equipo llamado Planet Jarrett. Sin embargo, la WWE amenazó con empezar acciones legales contra la TNA por el uso de The New Age Outlaw, por lo que su nombre fue acortado a The Outlaw.
Sin embargo, Planet Jarrett empezó un feudo con el equipo 3LiveKru, en donde estaba B.G. James (Road Dogg en la WWE), por lo que, durante el desarrollo del feudo, Sopp convenció a James para que se uniera a él, tomando Sopp el nombre de Kip James. A causa de esto, los dos miembros restantes de 3LiveKru empezaron un feudo con ellos y en No Surrender ambos equipos se enfrentaron, ganando B.G. y Kip.
En Unbreakable, Sopp hizo equipo con Brown derrotando a Apolo & Lance Hoyt. Sin embargo, debido al descontento de Monty con Sopp, Sopp decidió dejar Planet Jarrett. El 8 de octubre de 2005 en Impact!, Gunn ayudó a 3Live Kru, amenazando al capitán del Team Canada Petey Williams al enfrentarse a B.G. James. También salvó a James, aliándose entonces con Konnan y Killings. Sopp salvó a James del Team Canada de nuevo en Bound for Glory. Tras ver su actitud, Killings y Konnan empezaron a pensar en intreducirle en el grupo. Esa noche, durante una Battle Royal, Sopp evitó que Killings cayera al suelo.

#### 2006-2007

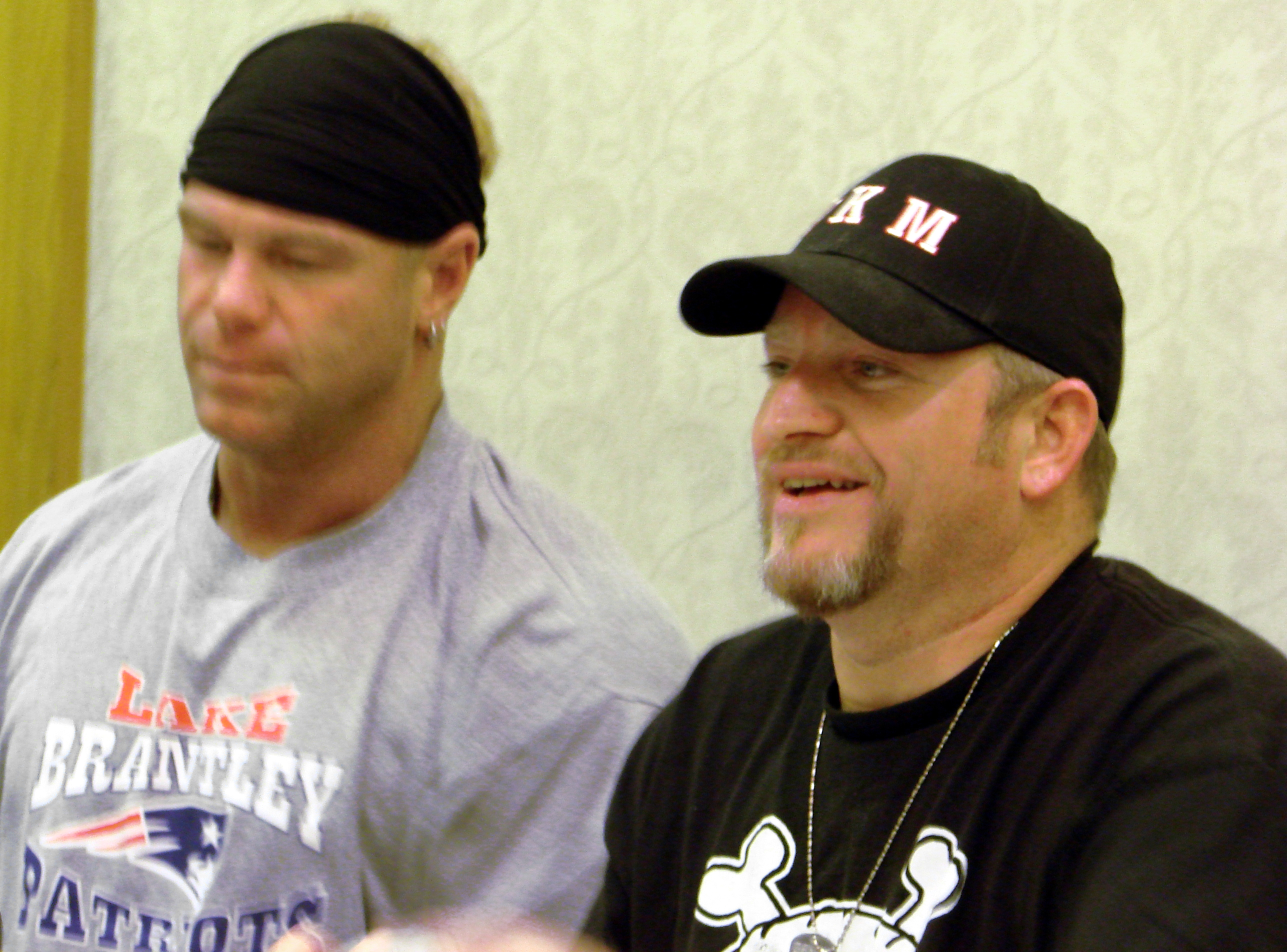
Kip & B.G. James durante su estancia en la TNA.

El 26 de noviembre, B.G. pidió a Killings y a Konnan que Kip entrara en 3LK como un miembro oficial. Tras una discusión con Konna, quien seguía oponiéndose a su unión, Killings y Konnan dieron su aprobación Kip James pasó a formar parte de 3LiveKru, pasando a llamarse 4LiveKru. En Turning Point, Konnan atacó a B.G. & Kip, costándoles su pelea ante el Team Canada, empezando un fuedo entre los tres. Poco después, el padre de B.G. James, Bob Armstrong, intentó unir de nuevo al equipo, pero fue atacado por Konnan y sus nuevos aliados, Apolo & Homicide. Killings dejó poco después 4LK, por lo que Kip & B.G. James empezaron a referirse a sí mismos como The James Gang y empezaron un feudo con el recién creado equipo de Konnan, Latin American Exchange, a quienes se les unieron Machete y Hernández.
En noviembre de 2006, ambos empezaron a tener una actitud muy rebelde, haciendo continuas referencias a DX, Vince McMahon y la WWE, cambiando el nombre de la pareja a Voodoo Kin Mafia; en referencia a las iniciales del propietario de la WWE, Vincent Kennedy McMahon, declarando una guerra a Paul Levesque, Michael Hickenbottom y Vincent K. McMahon (Triple H, Shawn Michaels y Vince McMahon). La pareja empezó un feudo con Christy Hemme, quien empezó a buscar un equipo para hacerles frente, encontrando a Basham & Damaja, quienes aparecieron en Impact! y derrotaron a VKM. Sin embargo, en Slammiversary, VKM les derrotó en una lucha. Luego se les unió Lance Hoyt y en Victory Road, the Voodoo Queen, Roxxi Laveaux como su mánager.

#### 2008-2009

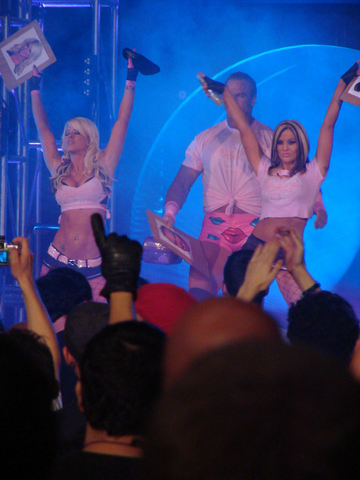
Cute Kip junto a The Beautiful People.

Sin embargo, poco después Sopp atacó a B.G., por lo que ambos empezaron un feudo que culminó en una lucha entre ambos en Lockdown, perdiendo Sopp la pelea. Sin embargo, atacó a B.G. después de la lucha, haciendo el símbolo de DX y autoproclamándose "The Mega-Star" en una actitud muy similar a cuando usaba el gimmick de "The One" en la WWF. El 24 de abril de 2008 fue atacado por Matt Morgan sin ninguna razón. Sopp le atacó la semana siguiente en la oficina de Jim Cornette, por lo que Cornette les nombró pareja en el Deuces Wild Tournament de Sacrifice, pero fueron derrotados en la primera ronda por The Latin American Xchange (Homicide & Hernández).
El 14 de agosto de 2008 fue presentado como el nuevo miembro de The Beautiful People, cambiando su nombre a "The Fashionist" Cute Kip, luchando junto a Velvet Sky & Angelina Love contra Rhino, ODB & Rhaka Khan en Bound for Glory IV, perdiendo Beautiful People. En Genesis sustituyó al miembro de The Main Event Mafia Kevin Nash en la lucha entre The Main Event Mafia (Booker T, Scott Steiner) contra Mick Foley, Brother Devon & AJ Styles, perdiendo The Main Event Mafia la pelea.
El 19 de marzo de 2009 dejó de aparecer en programas de televisión y empezó a ejercer de productor. Sin embargo, volvió a luchar el 14 de mayo de 2009 contra Awesome Kong durante el feudo de ella y Angelina Love, pero Sopp perdió la pelea. Luego, fue nombrado el ayudante de Mick Foley, por lo que cambió a face, haciendo apariciones regulares en TNA Xplosion contra luchadores como Rhino, Sheik Abdul Bashir y Kiyoshi. Sopp fue despedido de la TNA el 29 de diciembre de 2009.

### Circuito independiente (2009-2012)
Sopp apareció en la Varsity Pro Wrestling en febrero de 2010 bajo el gimmick de Billy Gunn. Sopp hizo equipo con Chris Andrews, derrotando a The UK Kid & Bob Holly el 12 de febrero, pero perdió ante The UK Kid el 13. Esa misma noche, hizo equipo junto a Chris Andrews & Jake McCluskey derrotando a Bob Holly, The UK Kid & Rob Holte. También luchó en la TWA Powerhouse junto a Road Dogg, donde ganaron en Campeonato de Parejas al derrotar a CK Sexx & Kryss Thorn el 25 de julio de 2010. Sin embargo, lo dejaron vacante el 9 de enero de 2011.
El 30 de julio de 2011, luchó como Kip Gunn en Lucha Libre USA como miembro del stable heel The Right. Esa misma noche, fue derrotado por Marco Corleone. El 26 de junio de 2012, luchó en la empresa American Pro Wrestling Alliance, ganando el Campeonato Americano de la APWA. Sin embargo, perdió el título por no poder asistir a un evento. El 8 y 9 de septiembre de 2012, participó en un torneo de la empresa Bad Boys of Wrestling Federation para coronar al Campeón de Aruba de la BBWF. El primer día derrotó a Rhino en la semifinal y, el segundo, a Scott Steiner en la final, ganando el título.

### WWE (2012-2015)
El 23 de julio de 2012, tuvo una aparición en la WWE, durante el RAW 1000th Episode, uniéndose a Road Dogg Jesse James como The New Age Outlaws, X-Pac, Triple H y Shawn Michaels en una reunión de los miembros de D-Generation X. El 11 de diciembre se anunció que Sopp había firmado un contrato para convertirse en entrenador del territorio de desarrollo de WWE, NXT Wrestling.
El 17 de diciembre reapareció junto a su compañero Road Dogg en WWE Raw para presentar a los nominados al mejor regreso del año en la edición 2012 de los Slammy Awards 2012. El 4 de marzo del 2013 en el RAW Old School hizo pareja de nuevo con Road Dogg donde se enfrentaron a Primo y Epico, saliendo victoriosos. El 6 de enero de 2014 hizo un nuevo regreso en Old School RAW junto con Road Dogg apareciendo junto a CM Punk atacando a The Shield, quienes iban a atacar a Roddy Piper. En la edición del 13 de enero de RAW, hizo equipo con Road Dogg y CM Punk contra The Shield, pero él y Dogg traicionaron a Punk, cambiando a Heel junto con Road Dogg. Tras eso, empezaron un feudo con los Campeones en parejas de la WWE Cody Rhodes & Goldust. Su feudo les llevó a un combate en el Kick off de Royal Rumble, donde New Age Outlaws ganaron los campeonatos, siendo su 11.º reinado del campeonato por equipos de la WWE. La noche siguiente en RAW retuvieron el campeonato frente a Rhodes y Goldust por descalificación cuando Brock Lesnar atacó a los hermanos. La próxima semana en RAW retuvo el campeonato junto con Dogg frente a Rhodes y Goldust en un Steel Cage Match. El 23 de febrero en Elimination Chamber volvieron a retenerlos esta vez ante The Usos. Sin embargo, el 3 de marzo, perdieron los títulos ante The Usos. En WrestleMania 30 The New Age Outlaws y Kane fueron derrotados por The Shield. Durante el combate sufrió una lesión quedando inactivo, luego de esto fue relegado al puesto de entrenador en NXT. El 13 de noviembre de 2015 Gunn fue despedido de la WWE al enterarse de su uso de testosterona fallando un test antidopaje.

### All Elite Wrestling (2019-presente)
En enero de 2019, Gunn fue contratado por All Elite Wrestling como productor. Gunn hizo su primera aparición televisada para AEW en el 20 de noviembre de 2019 en Dynamite, compitiendo en una batalla real. También apareció durante el episodio de Dynamite el 1 de enero de 2020, luchando en un dark match con su hijo Austin que se emitió el 7 de enero de 2020. Lucharon nuevamente en otro combate oscuro durante el episodio de Dynamite del 8 de enero de 2020, transmitiéndose en 17 de enero de 2020, con el nombre del equipo "The Gunn Club". 
Gunn también ha aparecido en la multitud (compuesto por luchadores de AEW y otros empleados) en numerosos episodios de Dynamite durante la pandemia de coronavirus. El 27 de mayo de 2020 de Dynamite, Gunn, ahora bajo el nombre abreviado de Billy, participó en un combate real de batalla para determinar el contendiente número uno para el Campeonato TNT de AEW.

## Vida personal
Sopp se casó por primera vez con su mujer Tina Tinnell el 3 de marzo de 1990, con la que tuvo dos hijos: Colten, quien nació el 18 de mayo de 1991 y Austin, el 26 de agosto de 1993. Ambos se separaron en enero de 2000 y se divorciaron el 11 de diciembre de 2002. Luego se casó con su novia Paula el 27 de enero de 2009.
En noviembre de 1990, Sopp fue arrestado en Florida por escándalo público.
El hijo de Sopp, Austin, conocido por su nombre del ring como Austin Gunn, actualmente está firmado con All Elite Wrestling (AEW), donde juntos son un equipo conocido como Gunn Club. En ediciones recientes de la empresa se les unió al equipo su hijo mayor Colt así juntando la dinastía familiar dentro de Gunn Club y se añadió a Billy y a Austin dentro de la familia Nightmare liderada por Cody Rhodes. 

## Campeonatos y logros
- All Elite Wrestling
  - AEW World Trios Championship (1 vez) – con Max Caster y Anthony Bowens
- American Pro Wrestling Alliance
  - APWA American Championship (1 vez)[49]

- Bad Boys of Wrestling Federation
  - BBFW Aruba Championship (1 vez, actual)

- International Wrestling Federation
  - IWF Tag Team Championship (2 veces)[50] – con Brett Colt

- KYDA Pro Wrestling
  - KYDA Pro Heavyweight Championship (1 vez)[51]

- Maryland Championship Wrestling
  - MCW Tag Team Championship (1 vez)[52] – con B.G. James

- TWA Powerhouse
  - TWA Tag Team Championship (1 vez) - con Jesse James

- World Pro Wrestling
  - WPW World Heavyweight Championship (1 vez)[1]

- World Wrestling Federation / World Wrestling Entertainment / WWE
  - WWF Hardcore Championship (2 veces)
  - WWF Intercontinental Championship (1 vez)[21]
  - WWF/E World Tag Team Championship (10 veces)[6] – con Bart Gunn (3), Road Dogg (5) y Chuck (2)
  - WWE Tag Team Championship (1 vez) - con Road Dogg
  - King of the Ring (1999)[16]
  - WWE Hall of Fame (2019) como miembro de D-Generation X.

- Pro Wrestling Illustrated
  - Equipo del año (1998) con Road Dogg (The New Age Outlaws)[53]
  - Equipo del año (2002) con Chuck[54]
  - Situado en el N°298 en los PWI 500 de 1993[55]
  - Situado en el N°256 en los PWI 500 de 1994[56]
  - Situado en el N°141 en los PWI 500 de 1995[57]
  - Situado en el N°194 en los PWI 500 de 1996[58]
  - Situado en el N°148 en los PWI 500 de 1997[59]
  - Situado en el N°62 en los PWI 500 de 1998[60]
  - Situado en el N°39 en los PWI 500 de 1999[61]
  - Situado en el N°125 en los PWI 500 de 2001[62]
  - Situado en el N°43 en los PWI 500 de 2002[63]
  - Situado en el N°62 en los PWI 500 de 2004[64]
  - Situado en el N°123 en los PWI 500 de 2005[65]
  - Situado en el N°102 en los PWI 500 de 2006[66]
  - Situado en el N°170 en los PWI 500 de 2007[67]
  - Situado en el Nº132 en los PWI 500 de 2008[68]
  - Situado en el Nº304 en los PWI 500 de 2009[69]
  - Situado en el N°231 dentro de los mejores 500 luchadores de la historia - PWI Years, 2003.[70]
  - Situado en el Nº43 dentro de los 100 mejores equipos de la historia - con Bart Gunn; PWI Years, 2003[71]

- Wrestling Observer Newsletter
  - Peor lucha del año - 2006 TNA Reverse Battle Royal, TNA Impact!, 26 de octubre[72]